# 上班一條蟲
《上班一条虫》（英語：Office Space）是一部1999年的美国讽刺黑色喜剧电影，由麥克·賈吉编剧和執導。 電影讽刺一家典型的1990年代软件公司的工作生活，片中聚焦於少数厌倦工作的人。它由朗‧李文斯頓、詹妮弗·安妮斯顿、蓋瑞·科爾、斯蒂芬·鲁特、大卫·赫尔曼、阿杰·奈杜和迪德里希·巴德主演。 
《上班一條蟲》是在德克萨斯州达拉斯和奥斯汀拍摄。制作预算为1000万美元，票房收入为1220萬美元；然而，在頻道喜劇中心反复播出后，它在家庭录像带上大卖，並成为一部邪典电影。 

## 演員
- 朗‧李文斯頓 飾演 Peter Gibbons
- 珍妮花·安妮斯頓 飾演 Joanna
- 史蒂芬·魯特 飾演 Milton Waddams
- 蓋瑞·科爾 飾演 Bill Lumbergh
- 約翰·麥金利 飾演 Bob Slydell
- David Herman 飾演 Michael Bolton
- Ajay Naidu 飾演 Samir Nagheenanajar
- 狄爾里奇·巴德 飾演 Lawrence，Peter的隔壁鄰居
- Michael McShane 飾演 Dr. Swanson
- Richard Riehle 飾演 Tom Smykowski
- Alexandra Wentworth 飾演 Anne
- Greg Pitts 飾演 Drew，公司Initech的一名年輕員工
- Paul Willson 飾演 Bob Porter
- Todd Duffey 飾演 Brian，Chotchkie的侍應; 與Joanna一起在Chotchkie工作且性格開朗年輕人
- 奧蘭多·瓊斯 飾演 Steve，雜誌推銷員和Intertrode前僱員
- Joe Bays 飾演 Dom Portwood，Peter在公司Initech的其中一位上司
- 麥克·賈吉 飾演 Stan (客串)，Chotchkie的經理